# Umberto Bortolani
Umberto Bortolani (Bologna, 12 settembre 1950) è un attore italiano.

## Biografia
Si diploma con borsa di studio nel 1974 all'Accademia D’Arte Drammatica dell’Antoniano di Bologna. Ha frequentato il teatro classico e contemporaneo (Sofocle, Euripide, Shakespeare, Goldoni, Brecht, Čechov, Georg Büchner, Tondelli, ecc.) interpretando ruoli di rilievo e in alcuni casi di protagonista all'interno di compagnie primarie (Teatro Stabile di Torino, Teatro Stabile dell'Aquila, Teatro Stabile di Trieste)  e Compagnie private, diretto da numerosi registi quali Aldo Trionfo, Lorenzo Salveti, Antonio Calenda, Beppe Navello, Nanni Garella, Egisto Marcucci, Franco Però, Marco Baliani, Giorgio Pressburger, Giorgio Gallione, Claudio Longhi, Alessandro D'Alatri, ecc.
Ha collaborato con la R.A.I. (radiofonia e video). Per alcuni anni è stato socio dell'ADL svolgendo attività di doppiaggio a Roma e ha tenuto corsi di dizione poetica presso la Scuola di teatro Alessandra Galante Garrone di Bologna.

## Teatro
- Prometeo incatenato[1] di Eschilo regia di Aldo Trionfo (1974)
- Brand[2] di Ibsen regia Lorenzo Salveti
- La vita è sogno[3] di Pedro Calderón de la Barca regia L. Zuloeta
- Amor circulus est bonus[4] di Vittorio Sermonti regia di Lorenzo Salveti
- La Venexiana[5] di Anonimo regia di Lorenzo Salveti (1976)
- Edipo a Colono[6] di Sofocle regia di Aldo Trionfo
- Lear[7] di E.Bond regia di Antonio Calenda
- A piacer vostro (Come vi piace)[8] di Shakespeare di Antonio Calenda (1976-77)
- L'ultimo anno del principe[9] da opere di Ignazio Silone regia di P. Rubei.
- Rappresentazione della passione[10][11] (dramma sacro) regia di Antonio Calenda (1978)
- La madre[12] di Brecht regia di Antonio Calenda.
- Truculentus di Plauto regia di Lorenzo Salveti (1979)
- Macbeth di Shakespeare regia di Egisto Marcucci (1980)
- Libertà a Brema[13] di R.W. Fassbinder regia M. Di Mattia (1981)
- Candelaio[14]  di Giordano Bruno  regia di Aldo Trionfo.
- Una diabolica invenzione[15] (L'imagier de Harlem) di Gérard de Nerval regia di Aldo Trionfo (1982)
- Questa sera da Tosti[16]  di Alberto Gozzi regia di Beppe Navello (1983)
- Rocambole[17]  di Alberto Gozzi e Dante Guardamagna (da Ponson du Terrail) regia di Dante Guardamagna.
- Frankenstein[18]  di Ugo Leonzio regia di Ida Bassignano (1984)
- L'impresario delle Smirne[19] di Goldoni regia R. Graziosi.
- Il teatro comico[20] di Goldoni regia di N. Guidotti.
- Il Molière[21] di Goldoni regia di M. Farau.
- Woyzeck[22] di Georg Büchner regia di N. Garella (1997)
- Il campiello[23] di Goldoni regia di N. Garella (1999)
- Miseria e nobiltà[24] di Eduardo Scarpetta regia di N. Garella (2000)
- Don Camillo e il signor sindaco Peppone[25] di F.Frerye regia di Lorenzo Salveti.
- Come vi piace[26] di Shakespeare regia di Gigi Dall'Aglio
- Dinner party[27] di Pier Vittorio Tondelli regia di N. Garella (2003)
- Il rabbino di Venezia[28] testo e regia di Giorgio Pressburger (2004)
- Zio Vanja[29][30] di A. Čechov regia di N. Garella.
- Vita di Galileo[31]  di Brecht regia di N. Garella (2006)
- La folle giornata o il matrimonio di Figaro[32] di Beaumarchais regia di Claudio Longhi
- I due gemelli veneziani[33] di Goldoni regia Antonio Calenda
- To be or not to be[34] di M.L. Compatangelo (da Lubitsch) regia di Antonio Calenda (2008)
- Risorgimento! (opera) di Lorenzo Ferrero regia di Giorgio Gallione (2011)
- Miseria e nubilté[35] regia di N. Garella (2013)
- Il cappotto[36] di Vittorio Franceschi  regia di Alessandro D'Alatri.
- Grand guignol all'italiana[37] di Vittorio Franceschi regia di Alessandro D'Alatri.

## Filmografia
- Se c'è rimedio perché ti preoccupi?  regia di Carlo Sarti(1994)
- Avere o leggere  regia di Carlo Sarti (1998)
- Il testimone dello sposo  regia di Pupi Avati (1997)
- Sposi  regia di Pupi Avati (1988)
- La via degli angeli  regia di Pupi Avati (1999)
- Passaggio a vuoto  regia di Domenico Ciolfi (2000)
- L'alba di Luca regia di Roberto Quagliano(2002)
- Gli ultimi regia di Riccardo Marchesini(2003)
- Goodbye Mr. Zeus! regia di Carlo Sarti (2010)

## Doppiaggio
- Colm Meaney e Philippe Dormoy ne I nuovi eroi[38]
- Aaron Schwartz ne Il supermercato più pazzo del mondo

### Videogiochi
- Filippo II di Macedonia in Alexander[39]
- Jack Danvers in Alfred Hitchcock: The Final Cut[40]
- Abate e Tan Yun in Atlantis II[41]
- Sacerdote e Tlilpotonqui in Aztec: Maledizione nel cuore della città d'oro[42]
- Dottor Nero Neurosis e Moose in Brain Dead 13[43]
- Colonnello Marshall in Brothers in Arms: Earned in Blood[44]
- James William E. Jackson in Chicago 1930[45]
- Imperatore e Sovrintendente Da in Cina - Crimini nella Città Proibita[46]
- Klarr Straupsick e Copentott in Dragon Lore II: Il cuore del dragone[47]
- Consigliere in Dungeon Keeper[48]
- Imbalsamatore in Egypt 1156 a.C.: l'enigma della tomba reale[49]
- Djehouty e Paihry in Egypt II: La Profezia di Heliopolis[50]
- Mefistofele in Faust - I 7 giochi dell'anima[51]
- Otis e Dave Occhiomorto in Fuga da Monkey Island[52]
- Malcolm Corley in Full Throttle[53]
- Ade in Herc's Adventures[54]
- Celso Flores in Grim Fandango[55]
- Tieru, Sir Thomas e Stephan in Heroes of Might and Magic V[56]
- Moran in Jekyll & Hyde[57]
- McSquizzy in Boog & Elliot a caccia di amici[58]
- Zervan (forma immortale) in Prince of Persia: I due troni[59]